# Cannes-et-Clairan
Cannes-et-Clairan är en kommun i departementet Gard i regionen Occitanien i södra Frankrike. Kommunen ligger i kantonen Quissac som tillhör arrondissementet Le Vigan. År 2022 hade Cannes-et-Clairan 610 invånare.

## Befolkningsutveckling
Antalet invånare i kommunen Cannes-et-Clairan
Referens:INSEE